# Jembrana kankonis
Jembrana kankonis är en insektsart som beskrevs av Matsumura 1942. Jembrana kankonis ingår i släktet Jembrana och familjen spottstritar. Inga underarter finns listade i Catalogue of Life.